# Joe (piosenkarz)
Joe, właśc. Joseph Lewis Thomas (ur. 5 lipca 1973 w Columbus) – amerykański piosenkarz R&B oraz producent muzyczny.

## Dyskografia
Opracowano na podstawie źródła.
| Albumy studyjne - Everything (1993) - All That I Am (1997) - My Name Is Joe (2000) - Better Days (2001) - And Then... (2003) - Ain't Nothin' Like Me (2007) - Joe Thomas, New Man (2008) - Signature (2009) - The Good, The Bad, The Sexy (2011) |  | Kompilacje - Greatest Hits (2008) - Joe (iTunes Essentials) (2009) - iTunes Live from SoHo – EP (2010) - Joe Live from Japan (2010) Świąteczne albumy - Make Sure You're Home for Christmas (2009) - Home Is The Essence Of Christmas (2009) |